# 137P/Shoemaker-Levy
137P/Shoemaker-Levy 2, komet Jupiterove obitelji. 